# Жан де ла Клит
Жан де ла Клит (фр. Jean de la Clite), или Ян ван ден Клит (нидерл. Jan van den Clyte; ум. 13 сентября 1443, Коммин) — сеньор де Коммин, фламандский дворянин, бургундский военачальник и государственный деятель, рыцарь ордена Золотого Руна, дядя Филиппа де Коммина.
Сын Колара I де ла Клита и Жанны де Вазьер, дамы де Коммин.
Находился на военной и административной службе герцогов Бургундских. В 1409 служил во фламандском отряде в Париже, в 1415 был взят в плен при Азенкуре, и освобожден за выкуп. В 1417 участвовал в походе Жана Бесстрашного на Париж.
В 1419—1420 участвовал в осаде Крепи, присутствовал при заключении англо-бургундского союза в Труа. В 1421 участвовал в битве при Монс-ан-Вимё. В 1423 был назначен верховным бальи Фландрии, в 1426—1427 принял участие в осаде Зевенбергена и Касселя. 10 января 1430 был одним из первых 24 рыцарей основанного Филиппом III Добрым ордена Золотого Руна, в том же году участвовал в осаде Компьена, где была взята в плен Жанна д'Арк.
В 1436 участвовал в осаде Кале. Фламандские коммуны обвинили его вместе с братом Коларом II в измене и приговорили к изгнанию. Герцог Бургундский вступился за своих рыцарей, но к обвинениям фламандцев добавил свой голос герцог де Бурбон, обвинивший Жана в убийстве его родственника Жака II де Бурбон-Прео. Оно произошло в Пьяченце в 1429, и Жан Жерсон утверждал, что Бурбона убили родственники девицы, на которой тот обещал жениться, но обманул. Люди, расследовавшие это дело, прибыли в Бургундию, чтобы узнать, не была ли эта женщина родственницей Жана де ла Клита, и не посещал ли он Пьяченцу в конце 1420-х годов. 
В конечном счете, дело было прекращено, но получило такой резонанс, что Жан был вынужден оставить пост верховного бальи, переданный его брату.
В 1440 участвовал в подавлении восстания в Брюгге. Умер в 1443, был погребен в церкви в Коммине. Его могила была найдена в руинах этой церкви, разрушенной во время Первой мировой войны. 

## Семья
1-я жена: Жанна де Гистель (ум. 1431), дочь Жана VI де Гистеля, капитан-генерала Фландрии, и Жанны де Шатийон.
Сын:
- Жан II де ла Клит (ум. 1475), сеньор де Коммин. Жена: Жанна д'Эстутвиль, дама де Бомон

2-я жена (1433) Жанна де Прёр (ум. после 1449), вдова Жана, сеньора де Невель и де Фоссё.